# راونی توپولوواتس
راونی توپولوواتس (به صربی: Ravni Topolovac) یک منطقهٔ مسکونی در صربستان است که در Žitište Municipality واقع شده‌است. راونی توپولوواتس ۲٬۷۶۲ نفر جمعیت دارد و ۶۹ متر بالاتر از سطح دریا واقع شده‌است.